# Forteresse circulaire viking
Les forteresses vikings, également connues sous le nom de Trelleborg, sont des forts circulaires, d'une conception particulière, construits par les Scandinaves durant l'ère viking. Tous les Trelleborgs connus ont une forme rigoureusement circulaire. Cette structure peut être partiellement entourée par un rempart avancé mais cette partie de la structure n'est pas, elle, forcément circulaire.
En 2014, seules sept forteresses circulaires vikings sont connues : cinq d'entre elles sont situées au Danemark, les autres sont en Scanie dans la partie sud de la Suède moderne. La majorité des forteresses connues datent du règne de Harald Ier de Danemark, mort en 986. Le Trelleborg recouvert par le château de Borgeby a été daté des environs de l'an 1000, il est donc possible qu'il ait été construit par ce même roi.

## Étymologie
Ce type de fortification a été nommé d'après le premier exemple découvert, Trelleborg près de Slagelse, fouillé à la fin des années 1930. Traditionnellement, le nom Trelleborg a été traduit et expliqué comme « une forteresse construite par des esclaves », car le mot Thrall en vieux norrois se traduit par esclave, le mot danois moderne est trael et borg signifie forteresse ou ville. Mais le mot Trel (pl. Trelle) est également une explication plausible et concerne les lattes en bois, couvrant les deux côtés des murs circulaires de protection.

## Liste

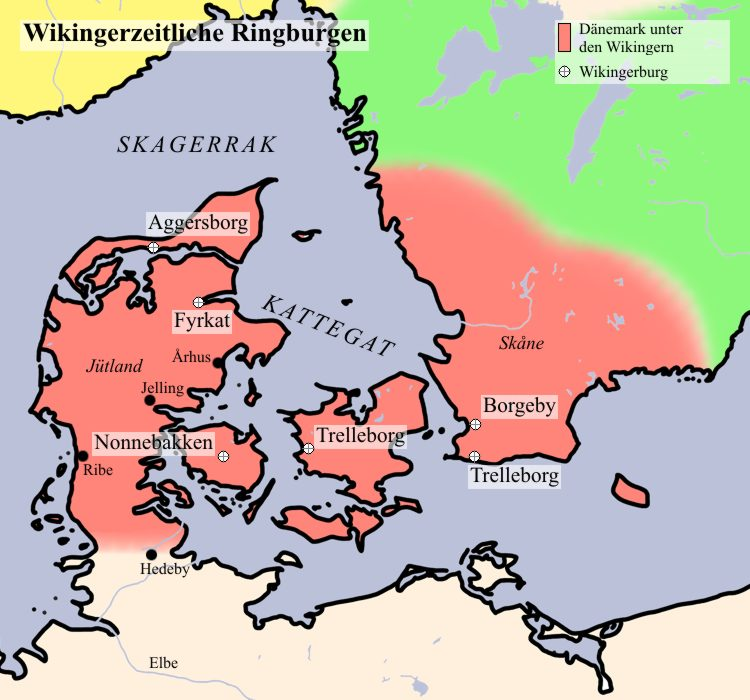
répartition de six des forteresses circulaires vikings.

- Trelleborg près de Slagelse, Danemark.
- Aggersborg près de Limfjord, Danemark.
- Borrering près de Køge, Zélande, Danemark[1],[2]. Il s'agit de la dernière forteresse découverte, fouillée en 2014[3].
- Fyrkat près de Hobro, Danemark.
- Nonnebakken à Odense, Danemark.
- Borgeby au nord de Lund, Scanie, Suède.
- Trelleborg à Trelleborg, Scanie, Suède.
- Rygge, Østfold, Norvège (59° 23′ 14″ N, 10° 42′ 22″ E).

## Description et comparaisons
| Nom                         | Diamètre intérieur | Largeur du rempart | Nombre de bâtiments | Longueur des bâtiments | Position                           | année de découverte | année de construction |
| --------------------------- | ------------------ | ------------------ | ------------------- | ---------------------- | ---------------------------------- | ------------------- | --------------------- |
| Aggersborg                  | 240 m              | 11 m               | 48                  | 32,0 m                 | 56° 59′ 43,6″ N, 9° 15′ 17,8″ E    |                     | 980                   |
| Borgeby                     | 150 m              | 15 m               |                     |                        | 55° 45′ 05″ N, 13° 02′ 12″ E       |                     |                       |
| Borring (près de Køge)      | 122 m              | 10-11 m            |                     |                        | 55° 28′ 10,97″ N, 12° 07′ 19,01″ E | 2014 (1875)         |                       |
| Fyrkat                      | 120 m              | 13 m               | 16                  | 28,5 m                 | 56° 37′ 24″ N, 9° 46′ 14″ E        | 1950                | 980                   |
| Nonnebakken à Odense        | 120 m              |                    |                     |                        | 55° 23′ 32,1″ N, 10° 23′ 17,35″ E  | 1953                | 980                   |
| Trelleborg près de Slagelse | 136 m              | 19 m               | 16 (30)             | 29,4 m                 | 55° 23′ 39″ N, 11° 15′ 55″ E       |                     | 981                   |
| Trelleborg à Trelleborg     | 125 m              |                    |                     |                        | 55° 22′ 34″ N, 13° 08′ 51″ E       |                     |                       |

Contrairement à d'autres constructions circulaires de la période, les Trelleborg sont construites d'après un plan strictement géométrique et mesuré selon le pied romain. Les profils en V des douves sont un autre élément emprunté aux Romains.
Toutes les forteresses sont de conception similaire, « parfaitement circulaires avec des portes ouvrant sur les quatre points cardinaux, et une cour divisée en quatre zones ou se trouvaient de grandes maisons établies selon un motif carré ».
En dépit des recherches, aucun parallèle véritable n'a pu être trouvé en Europe. Il y a cependant sur les côtes des Pays-Bas et en Belgique, des fortifications circulaires présentant certains points de ressemblance. D'autres forts similaires peuvent être trouvées en Angleterre. Ceux-ci sont cependant antérieurs à la conquête romaine de la Grande-Bretagne celtique et étaient déjà abandonnés et ruinés des centaines d'années avant la construction des forts circulaires vikings.
Les datations par dendrochronologie ont permis d'établir que le bois utilisé pour la construction de Trelleborg, près de Slagelse, a été abattu à l'automne 980, ce qui pourrait placer la construction du fort au printemps 981. Le temps de construction relativement court et l'absence totale de tout signe d'entretien indiquent une utilisation ponctuelle et unique des bâtiments, de cinq à vingt ans. Les autres forteresses circulaires vikings ont été datées à peu près de la même période. Le site de Fyrkat est peut-être un peu plus ancien, celui d'Aggersborg, un peu plus récent.
Autour de 974, le roi danois Harald à la dent bleue a perdu le contrôle du Danevirke et de certaines parties du Jutland du Sud. L'ensemble du complexe de fortifications, de ponts et de routes qui ont été construites autour de 980 est présumé par certains comme étant l'œuvre de Harald, et une partie d'un système défensif plus grand.
Une autre théorie est que les trelleborgs étaient des camps d'entraînement pour les troupes utilisées par Sven à la Barbe fourchue en prévision de son attaque sur l'Angleterre (Sven et ses hommes ont saccagé Londres en 1013).
Les sites danois sont inscrits sur la liste du patrimoine mondial par l'UNESCO en 2023.